# 43 p.n.e.
| [ Edytuj tabelę ] |                                                                           |
| Król Armenii      | - 55 p.n.e. Artawazdes II 34 p.n.e.                                       |
| Król Bosporu      | - 47 p.n.e. Asander 17 p.n.e.                                             |
| Cesarz Chin       | - 49 p.n.e. Han Yuandi 33 p.n.e.                                          |
| Władca Egiptu     | - 51 p.n.e. Kleopatra 30 p.n.e. - 44 p.n.e. Ptolemeusz Cezarion 30 p.n.e. |
| Król Judei        | - 63 p.n.e. Jan Hirkan II 40 p.n.e.                                       |
| Król Kommageny    | - 70 p.n.e. Antioch I 36 p.n.e.                                           |
| Król Nabatei      | - 59 p.n.e. Malichus I 30 p.n.e.                                          |
| Król Paflagonii   | - 63 p.n.e. Attalos 40 p.n.e.                                             |
| Król Partów       | - 57 p.n.e. Orodes II 37 p.n.e.                                           |
| Król Tracji       | - 48 p.n.e. Reskuporis I 42 p.n.e.                                        |

Rok 43 p.n.e.
stulecia: II wiek p.n.e. ~
I wiek p.n.e. ~
I wiek

lata: 53 p.n.e. «
47 p.n.e. «
46 p.n.e. «
45 p.n.e. «
44 p.n.e. «
43 p.n.e. »
42 p.n.e. »
41 p.n.e. »
40 p.n.e. »
39 p.n.e. »
33 p.n.e.

## Wydarzenia
- 14 kwietnia – bitwa pod Forum Gallorum: wojska senackie pokonały zwolenników Cezara.
- 21 kwietnia – bitwa pod Mutiną: zwycięstwo wojsk senackich nad zwolennikami Cezara.
- 9 października – rzymski wódz Lucjusz Munatius Plancus założył Lugdunum (dzisiejszy Lyon).
- 26 listopada – Oktawian August, Marek Antoniusz i Marek Lepidus zawiązali II triumwirat.
- 7 grudnia – w swej willi w Formiae został zamordowany przez siepaczy triumwira Marka Antoniusza Marek Tulliusz Cycero, proskrybowany przezeń polityk, mówca i filozof.
- bitwa koło przylądka Mindos – starcie floty senackiej z Rodyjczykami

## Urodzili się
- 20 marca – Owidiusz, rzymski poeta (zm. 17).

## Zmarli
- 21 kwietnia –
  - Aulus Hircjusz, rzymski dowódca, zginął w bitwie pod Mutiną.
  - Decymus Carfulenus, rzymski dowódca, zginął w bitwie pod Mutiną.
- 7 grudnia – Cyceron, rzymski mówca i filozof (ur. 106 p.n.e.).
- Atia Starsza, matka Oktawii Młodszej i Oktawiana Augusta (ur. 85 p.n.e.).
- Decymus Juniusz Brutus, adiutant Cezara (ur. 85 p.n.e.).
- Publiusz Korneliusz Dolabella, rzymski dowódca.
- Sulpicjusz Rufus, rzymski prawnik.